# Gregory Hoblit
Gregory Hoblit (Abilene, Texas; 27 de noviembre de 1944) es un director y productor de cine estadounidense. Su padre era agente de la ley, lo que ha llevado a que gran parte de su trabajo esté relacionado con la policía y los abogados. Antes de comenzar su carrera en el cine dirigió diversas series de televisión.

## Filmografía

### Director
- Rastro oculto (Untraceable) (2008)
- Fracture (2007)
- La guerra de Hart (Hart's War) (2002)
- Frequency (2000)
- Poseídos (Fallen) (1998)
- Las dos caras de la verdad (Primal Fear) (1996)

Gregory Hoblit también ha dirigido distintos episodios de Policías de Nueva York, Cop Rock, Hooperman, La ley de Los Ángeles y Hill Street Blues. Además fue el encargado de llevar a televisión la película del caso Roe contra Wade.